# 矢根俊治
矢根 俊治（やね としはる）は、日本・ベトナムの弁護士。知的財産修士（専門職）。司法書士。KAGAYAKI TNY LEGAL (Vietnam) Co.,Ltd（かがやき総合法律事務所ベトナム拠点）代表 。大阪弁護士会（友新会）第58期幹事。

## 経歴
1994年大阪市立大学（現在の大阪公立大学）法学部卒業。1995年司法書士試験合格、1996年より司法書士実務に従事。2003年司法試験合格、2005年弁護士登録（大阪弁護士会）。かがやき総合法律事務所に入所。
2009年大阪工業大学知的財産専門職大学院知的財産専攻修了、知的財産修士（専門職）。同年、大阪弁護士会法曹養成・法科大学院協力センター副委員長。 
2021年ベトナム外国弁護士登録、KAGAYAKI TNY LEGAL (Vietnam) Co.,Ltd代表に就任。
主な専門は、知的財産（日本・ベトナム）、労働・人事労務、企業法務・ベトナム新規進出支援（M&A・法務デューデリジェンス等）、ODA・政府及び公的機関の調査など。主な所属団体は、大阪弁護士会など。